# Deltote melanostigma
Deltote melanostigma is een vlinder van de familie van de uilen (Noctuidae). De wetenschappelijke naam van deze soort is voor het eerst voorgesteld als Erastria melanostigma door George Francis Hampson in een publicatie uit 1894.
De soort komt voor in India (Meghalaya) en op Java.